# 土方苑子
土方 苑子（ひじかた そのこ、1945年 - 2017年10月29日）は、東京大学名誉教授・日本教育史研究者、父は元住友化学社長・元経団連副会長の土方武（1915年 - 2008年）、夫は一橋大学名誉教授・西洋経済史家の藤田幸一郎。

## 経歴
- 1945年：大阪府に生まれる
- 1967年：東京大学教育学部卒業
- 1974年：東京大学大学院教育学研究科博士課程単位取得退学[1]
- 国立教育研究所教育史料調査室研究員・教育政策史料調査室長を歴任[1]
- 1992年：東京大学教育学博士の学位授与
- 1995年：東京大学大学院教育学研究科教授に就任
- 1997年：インドデリー大学客員教授
- 2007年：帝京平成大学教授に就任
- 2017年：脳梗塞のため72歳で死去[2]

## 著書
- 『近代日本の学校と地域社会』　（東京大学出版会、1995年）
- 『東京の近代小学校』（東京大学出版会、2002年）
- 『各種学校の歴史的研究』（東京大学出版会、2008年）

## 論文
- 土方苑子

## 学会役員
- 教育史学会理事
- 日本教育史学会常任理事